# Winter's Bone
Winter's Bone is een Amerikaanse film uit 2010, geschreven en geregisseerd door Debra Granik. De film is een bewerking van het gelijknamige boek van auteur Daniel Woodrell uit 2006. De film won een aantal prijzen, waaronder die voor beste dramatische film op het Sundance Film Festival. In 2011 werd de film genomineerd voor vier Oscars: beste film, beste actrice, beste mannelijke bijrol en het beste bewerkte scenario.

## Verhaal
De 17-jarige Ree woont met haar jongere broer en zus en hun depressieve moeder in een afgelegen gebied in de Verenigde Staten. Nadat haar vader het huis van de familie als onderpand heeft gegeven om op borgtocht uit de gevangenis te komen, wordt hij vermist en dreigt de familie uit het huis gezet te worden. Ree gaat op zoek naar haar vader maar wordt tegengewerkt door sommige van haar familieleden. Ze komt in aanraking met de criminele wereld van illegale methamfetaminelaboratoria en ontdekt dat haar vader vermoord is.

## Rolverdeling
- Jennifer Lawrence - Ree Dolly
- John Hawkes - Teardrop
- Lauren Sweetser - Gail
- Garret Dillahunt - Sheriff Baskin
- Dale Dickey - Merab
- Shelley Waggener - Sonya
- Kevin Breznahan - Little Arthur
- Ashlee Thompson - Ashlee
- Tate Taylor - Satterfield
- Sheryl Lee - April
- Cody Shiloh Brown - Floyd
- Isaiah Stone - Sonny